# August Aleksander Czartoryski
August Aleksander Czartoryski (Warschau, 9 november 1697 – aldaar 4 april 1782) was een Pools aristocraat en staatsman. Hij had de rang van szlachcic oftewel Litouws edelman, magnaat en vorst oftewel woiwode. Hij was ook Regimentarz oftewel militair bevelhebber van het Poolse leger.
Hij en zijn broer Michał Fryderyk Czartoryski stamden uit het oude adelsgeslacht Czartoryski en speelden een belangrijke rol in de Poolse politiek. Toen het herzien van de Poolse constitutie door Augustus III van Polen en Saksen  was mislukt beijverden beide broers zich om hun neef,  Stanislaus August Poniatowski tot kieskoning van Polen te laten verkiezen.
Generaal Czartorysky werd op de stichtingsceremonie in 1736 een van de eerste ridders in de Militaire Orde van Sint-Hendrik.
Hij was getrouwd met Maria Zofia Sieniawska en werd onder meer de vader van Adam Kazimierz Czartoryski.